# Saint-Pancrace (Savoie)
Saint-Pancrace település Franciaországban, Savoie megyében. Lakosainak száma 305 fő (2022. január 1.). Saint-Pancrace Fontcouverte-la-Toussuire, Jarrier, Saint-Alban-des-Villards és Saint-Jean-de-Maurienne községekkel határos.

## Népesség
A település népessége az elmúlt években az alábbi módon változott:
| Lakosok száma | 284  | 295  | 304  | 290  | 294  | 297  | 301  | 304  | 305  |
|               | 2013 | 2015 | 2016 | 2017 | 2018 | 2019 | 2020 | 2021 | 2022 |